# Englefontaine
Englefontaine est une commune française située dans le département du Nord, en région Hauts-de-France.

## Géographie
Englefontaine se situe dans le Nord, dans l'Avesnois, entre Landrecies et Louvignies-Quesnoy.

### Communes limitrophes
|              | Louvignies-Quesnoy | Raucourt-au-Bois |
|              | Englefontaine      | Locquignol       |
| Poix-du-Nord |                    | Hecq             |

### Hydrographie

#### Réseau hydrographique
La commune est située dans le bassin Artois-Picardie. Elle est drainée par le ruisseau Saint-georges et le ruisseau de Gay,,.
Le ruisseau Saint-Georges, d'une longueur de 19 km, prend sa source dans la commune de Locquignol et se jette  dans l'Écaillon à Bermerain, après avoir traversé dix communes.

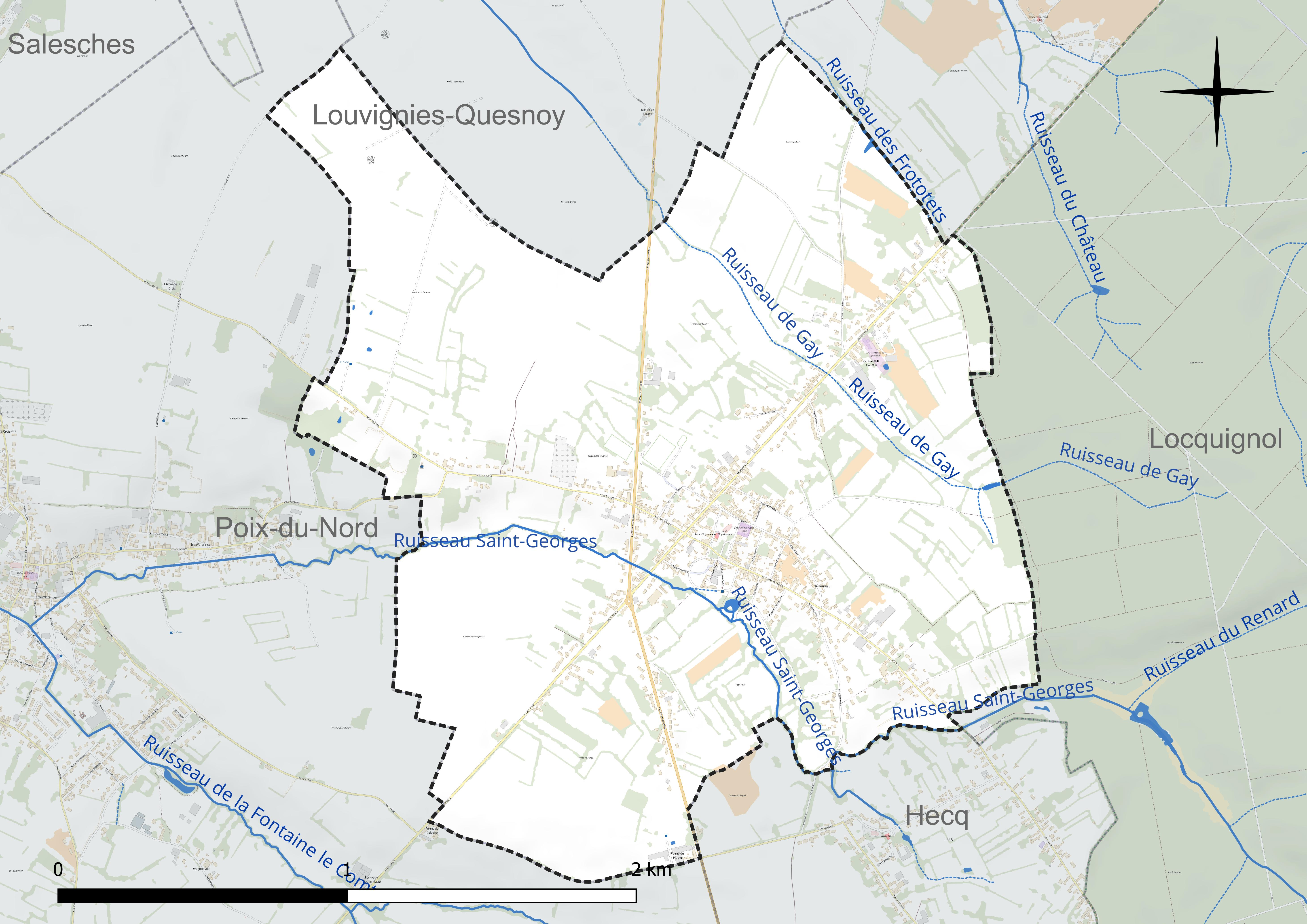
Réseau hydrographique d'Englefontaine.

#### Gestion et qualité des eaux
Le territoire communal est couvert par le schéma d'aménagement et de gestion des eaux (SAGE) « Escaut ». Ce document de planification concerne un territoire de 2 005 km2 de superficie, délimité par le bassin versant de l'Escaut. Le périmètre a été arrêté le 9 juin 2006 et le SAGE proprement dit a été approuvé le 13 juillet 2021. La structure porteuse de l'élaboration et de la mise en œuvre est le syndicat mixte Escaut et Affluents (SyMEA).
La qualité des cours d'eau peut être consultée sur un site spécial géré par les agences de l'eau et l'Agence française pour la biodiversité.

### Climat
Pour des articles plus généraux, voir Climat des Hauts-de-France et Climat du Nord.
En 2010, le climat de la commune est de type climat océanique dégradé des plaines du Centre et du Nord, selon une étude du CNRS s'appuyant sur une série de données couvrant la période 1971-2000. En 2020, Météo-France publie une typologie des climats de la France métropolitaine dans laquelle la commune est exposée à un climat océanique altéré et est dans la région climatique  Nord-est du bassin Parisien, caractérisée par un ensoleillement médiocre, une pluviométrie moyenne régulièrement répartie au cours de l'année et un hiver froid (3 °C).
Pour la période 1971-2000, la température annuelle moyenne est de 9,9 °C, avec une amplitude thermique annuelle de 14,9 °C. Le cumul annuel moyen de précipitations est de 819 mm, avec 12,4 jours de précipitations en janvier et 9,9 jours en juillet. Pour la période 1991-2020, la température moyenne annuelle observée sur la station météorologique la plus proche, située sur la commune de Saint-Hilaire-sur-Helpe à 20 km à vol d'oiseau, est de 10,5 °C et le cumul annuel moyen de précipitations est de 802,4 mm,. Pour l'avenir, les paramètres climatiques de la commune estimés pour 2050 selon différents scénarios d'émission de gaz à effet de serre sont consultables sur un site spécial publié par Météo-France en novembre 2022.

## Urbanisme

### Typologie
Au 1er janvier 2024, Englefontaine est catégorisée bourg rural, selon la nouvelle grille communale de densité à sept niveaux définie par l'Insee en 2022.
Elle appartient à l'unité urbaine de Poix-du-Nord, une agglomération intra-départementale regroupant cinq  communes, dont elle est ville-centre,,. La commune est en outre hors attraction des villes,.

### Occupation des sols
L'occupation des sols de la commune, telle qu'elle ressort de la base de données européenne d'occupation biophysique des sols Corine Land Cover (CLC), est marquée par l'importance des territoires agricoles (80,8 % en 2018), une proportion identique à celle de 1990 (80,8 %). La répartition détaillée en 2018 est la suivante : 
prairies (48,5 %), terres arables (32,4 %), zones urbanisées (18,9 %), forêts (0,3 %). L'évolution de l'occupation des sols de la commune et de ses infrastructures peut être observée sur les différentes représentations cartographiques du territoire : la carte de Cassini (XVIIIe siècle), la carte d'état-major (1820-1866) et les cartes ou photos aériennes de l'IGN pour la période actuelle (1950 à aujourd'hui).

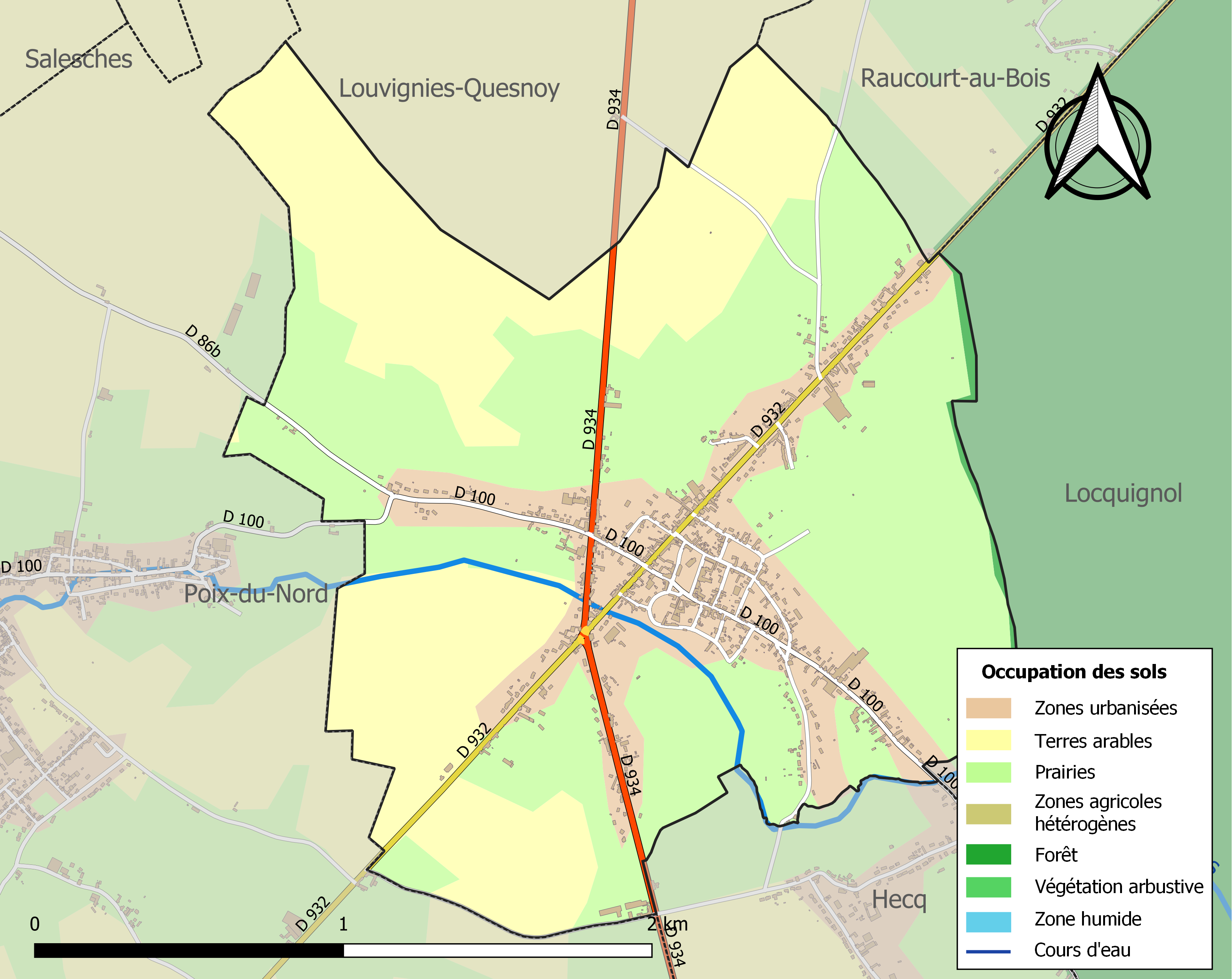
Carte des infrastructures et de l'occupation des sols de la commune en 2018 (CLC).

## Histoire
Il existe deux versions pour l'origine du nom de la ville, la première proviendrait d'une légende, lors du passage de Saint Georges accompagné d'un groupe de soldats anglais, son cheval aurait fait jaillir une fontaine à l'aide de ses sabots. La seconde tire son nom de la fontaine du village, appelé fontaine des ingélés.
Proche de la ville de Bavay (ville gallo-romaine) et de la chaussée Brunehaut, l'on retrouve beaucoup d'indices d'une présence gallo-romaine.
- Au XIXe siècle, l'un des atouts du village est la présence d'argile d'excellente qualité. L'activité liée à la tuilerie se developpe. Il y avait une rue complète consacrée à cette activité, la rue des Tuileries. Le village atteint 2 000 habitants dont un tiers travaille dans la fabrication de terre cuite. Avant la 1re guerre mondiale, on dénombrait 7 tuileries industrielles et un atelier de poterie. La tuile couvrait un grand marché local étendu sur la moitié du département. La fabrication était consacrée aux carreaux rouges qui ressemblent à des tomettes mais avec des dimensions et forme bien spécifiques. De la poterie utilitaire était également façonnée. Un recensement effectué par le préfet du Nord en 1802 ou 1804 évoque des milliers voire des millions de pièces fabriquées en une année. Celles-ci étaient cuites au four à bois de boulanger. L'autre spécialité du village était la confection de plats avec des scènes de la vie courante, un peu naïves. De l'activité d'avant guerre sont restés une poterie culinaire jusque dans les années 1930 et une briqueterie jusque dans les années 1950. (cf supplément spécial L'Observateur du 20/07/2012).
- Guerre 1914-1918 : le village est détruit à 80 - 90 %.

### Héraldique

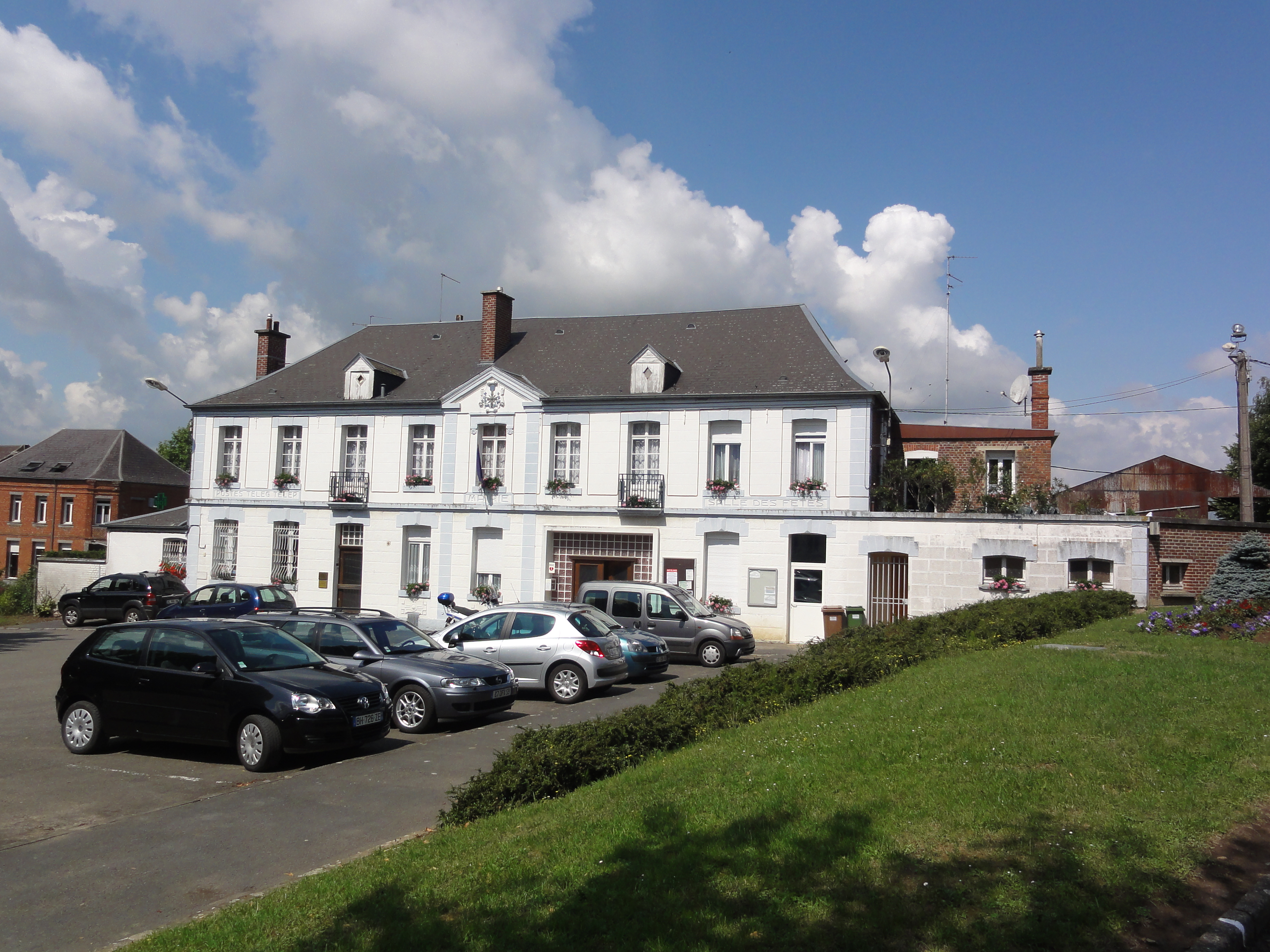
Mairie, poste, salle des fêtes

|  | Les armes d'Englefontaine se blasonnent ainsi :"De vair à trois pals de gueules" . |

## Politique et administration
Maire de 1802 à 1807 : Rob. Mercier,.
Maire en 1808 :  Crapet-Mercier.
Maire en 1881 : Lenglet.
Maire en 1931 et 1939 : Victorien Cantineau a exercé la fonction de conseiller général du canton du Quesnoy-Est de 1901 à 1937. Agriculteur, décoré de la Légion d'honneur,.
Michel Manesse a exercé la même fonction de 2008 à mars 2015.
| Identité                                       | Période     | Période  | Durée                      | Étiquette        |
| Identité                                       | Début       | Fin      | Durée                      | Étiquette        |
| ---------------------------------------------- | ----------- | -------- | -------------------------- | ---------------- |
| Michel Manesse (d), (né le 12 mai 1957)        | mars 2001   | mai 2020 | 19 ans et 2 mois           | Parti socialiste |
| Sandra Pluchart (d) (née le 27 septembre 1972) | 23 mai 2020 | En cours | 4 ans, 11 mois et 21 jours |                  |
| Victorien Cantineau (d)                        |             |          |                            | Parti radical    |

## Population et société

### Démographie

#### Évolution démographique
L'évolution du nombre d'habitants est connue à travers les recensements de la population effectués dans la commune depuis 1793. Pour les communes de moins de 10 000 habitants, une enquête de recensement portant sur toute la population est réalisée tous les cinq ans, les populations de référence des années intermédiaires étant quant à elles estimées par interpolation ou extrapolation. Pour la commune, le premier recensement exhaustif entrant dans le cadre du nouveau dispositif a été réalisé en 2005.

En 2022, la commune comptait 1 290 habitants, en évolution de −1,3 % par rapport à 2016 (Nord : +0,51 %, France hors Mayotte : +2,11 %).
| 1793  | 1800 | 1806  | 1821  | 1831  | 1836  | 1841  | 1846  | 1851  |
| ----- | ---- | ----- | ----- | ----- | ----- | ----- | ----- | ----- |
| 1 199 | 928  | 1 152 | 1 378 | 1 572 | 1 680 | 1 696 | 1 775 | 1 685 |

| 1856  | 1861  | 1866  | 1872  | 1876  | 1881  | 1886  | 1891  | 1896  |
| ----- | ----- | ----- | ----- | ----- | ----- | ----- | ----- | ----- |
| 1 714 | 1 882 | 1 949 | 1 966 | 1 902 | 1 900 | 1 899 | 1 888 | 1 823 |

| 1901  | 1906  | 1911  | 1921  | 1926  | 1931  | 1936  | 1946  | 1954  |
| ----- | ----- | ----- | ----- | ----- | ----- | ----- | ----- | ----- |
| 1 718 | 1 676 | 1 511 | 1 328 | 1 363 | 1 249 | 1 172 | 1 086 | 1 156 |

| 1962  | 1968  | 1975  | 1982  | 1990  | 1999  | 2005  | 2006  | 2010  |
| ----- | ----- | ----- | ----- | ----- | ----- | ----- | ----- | ----- |
| 1 189 | 1 323 | 1 337 | 1 349 | 1 354 | 1 327 | 1 343 | 1 343 | 1 305 |

| 2015  | 2020  | 2022  | - | - | - | - | - | - |
| ----- | ----- | ----- | - | - | - | - | - | - |
| 1 312 | 1 271 | 1 290 | - | - | - | - | - | - |

#### Pyramide des âges
La population de la commune est relativement jeune.
En 2018, le taux de personnes d'un âge inférieur à 30 ans s'élève à 36,2 %, soit en dessous de la moyenne départementale (39,5 %). À l'inverse, le taux de personnes d'âge supérieur à 60 ans est de 26,1 % la même année, alors qu'il est de 22,5 % au niveau départemental.
En 2018, la commune comptait 635 hommes pour 658 femmes, soit un taux de 50,89 % de femmes, légèrement inférieur au taux départemental (51,77 %).
Les pyramides des âges de la commune et du département s'établissent comme suit.
| Hommes | Classe d’âge | Femmes |
| ------ | ------------ | ------ |
| 0,6    | 90 ou +      | 1,5    |
| 6,7    | 75-89 ans    | 7,9    |
| 16,8   | 60-74 ans    | 18,5   |
| 19,2   | 45-59 ans    | 19,6   |
| 18,9   | 30-44 ans    | 17,6   |
| 16,2   | 15-29 ans    | 15,1   |
| 21,5   | 0-14 ans     | 19,6   |

| Hommes | Classe d’âge | Femmes |
| ------ | ------------ | ------ |
| 0,5    | 90 ou +      | 1,4    |
| 5,3    | 75-89 ans    | 8,1    |
| 14,8   | 60-74 ans    | 16,2   |
| 19,1   | 45-59 ans    | 18,4   |
| 19,5   | 30-44 ans    | 18,7   |
| 20,7   | 15-29 ans    | 19,1   |
| 20,2   | 0-14 ans     | 18     |

## Lieux et monuments
- L'église Saint-Georges
- Fontaine Saint-Georges de 1948
- Le lavoir
- Chapelle place Jeanne d'Arc
- Le plus vieil arbre d'Englefontaine, un chêne planté au moment de la révolution de 1789, se trouve Place Eugène Thomas.
- Le monument aux morts de la commune et les monuments dans l'église
- Dans le cimetière britannique d'Englefontaine se trouvent 170 tombes de guerre de la Commonwealth War Graves Commission de soldats tués en octobre-novembre 1918[31].

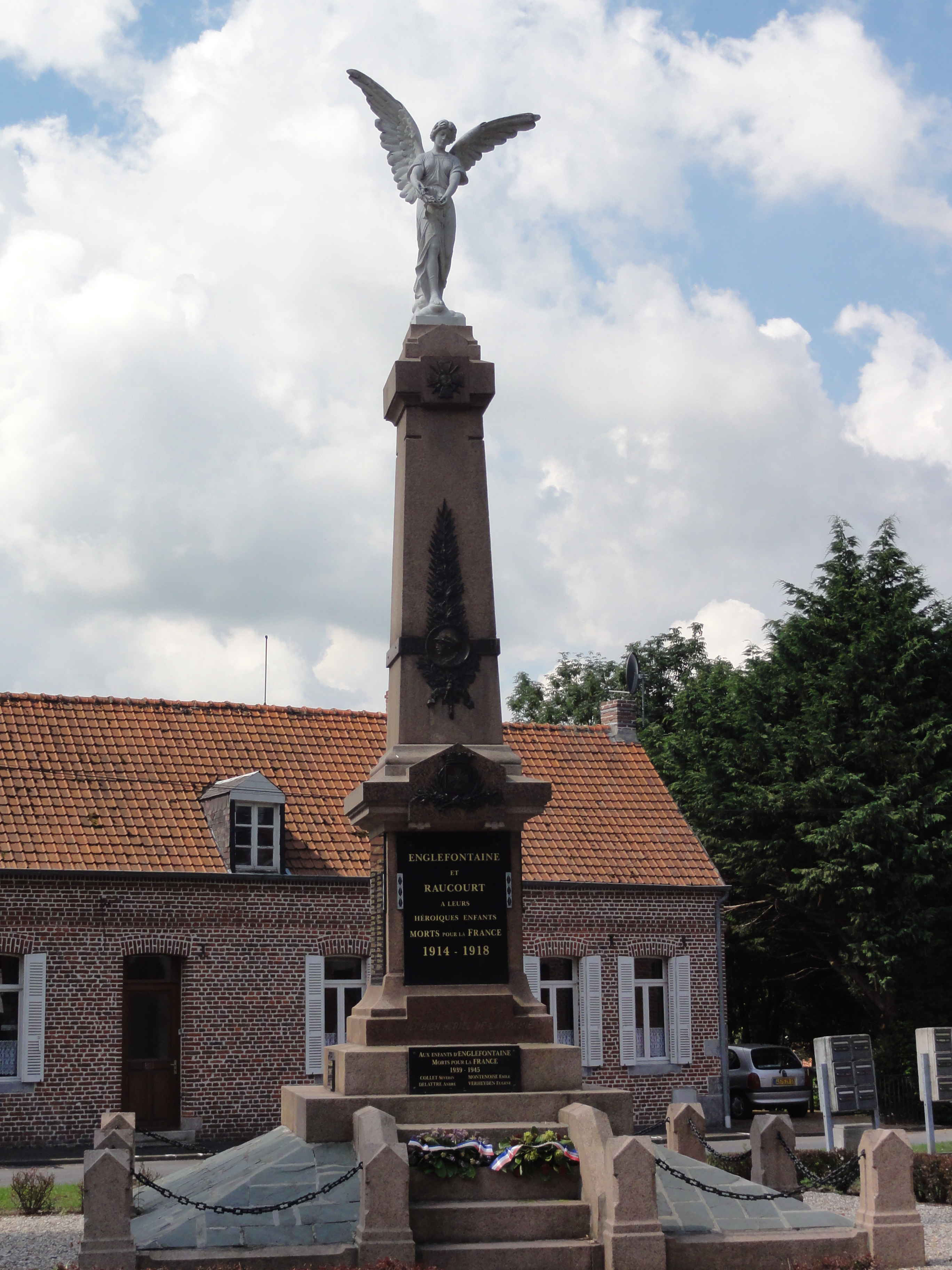
Le monument aux morts.
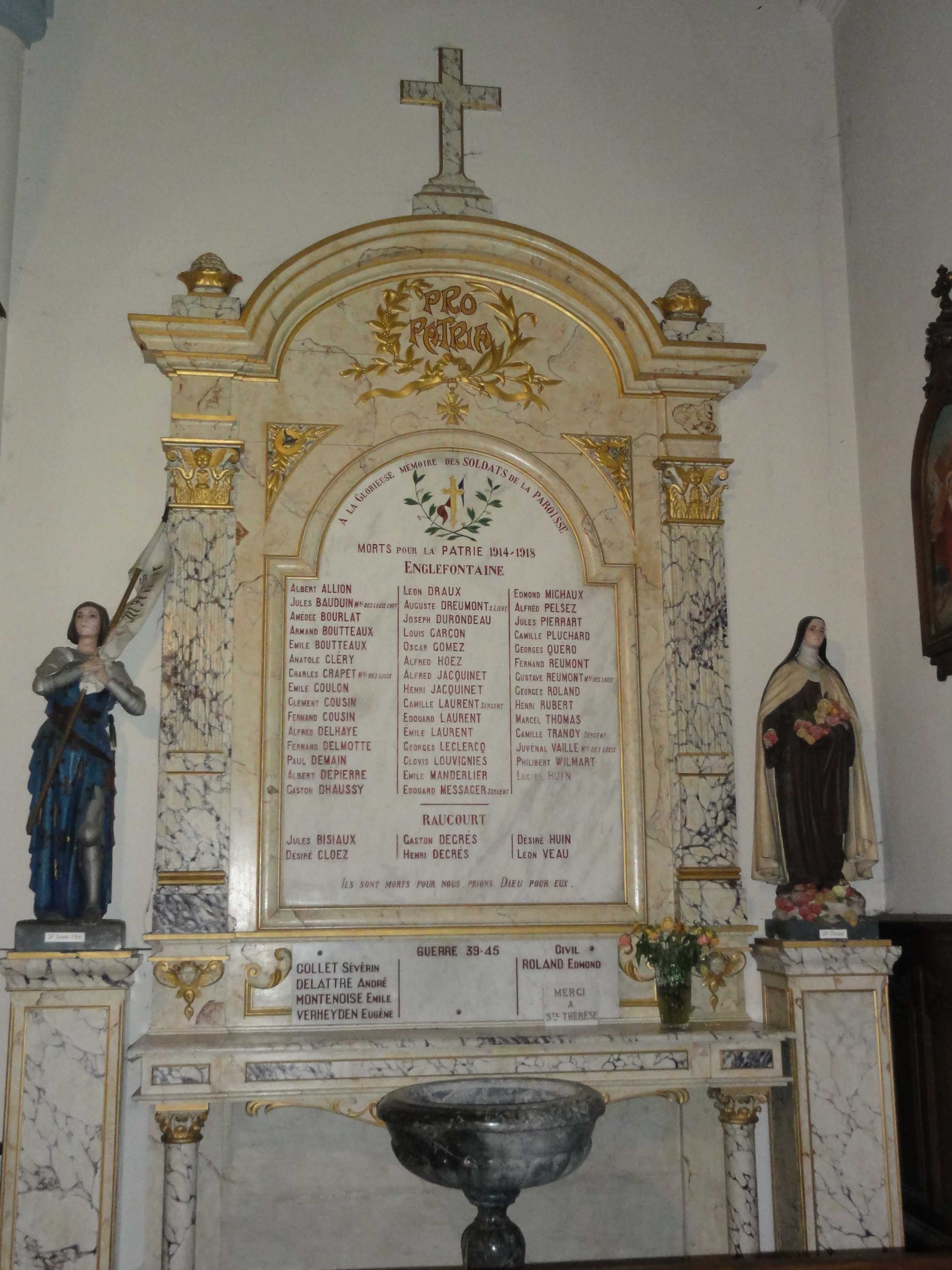
Monument dans l'église pour victimes militaires.
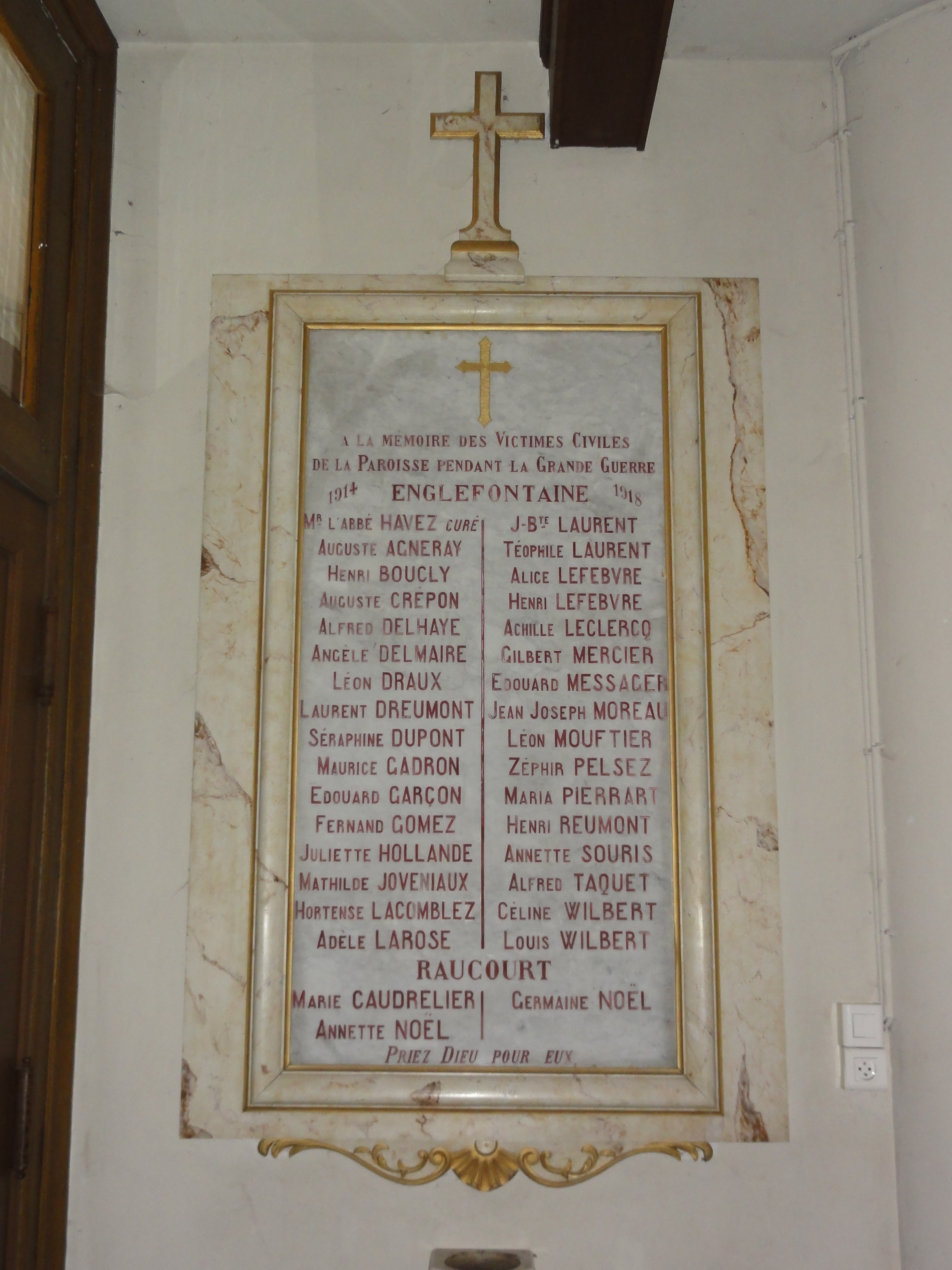
Monument dans l'église pour victimes civiles.
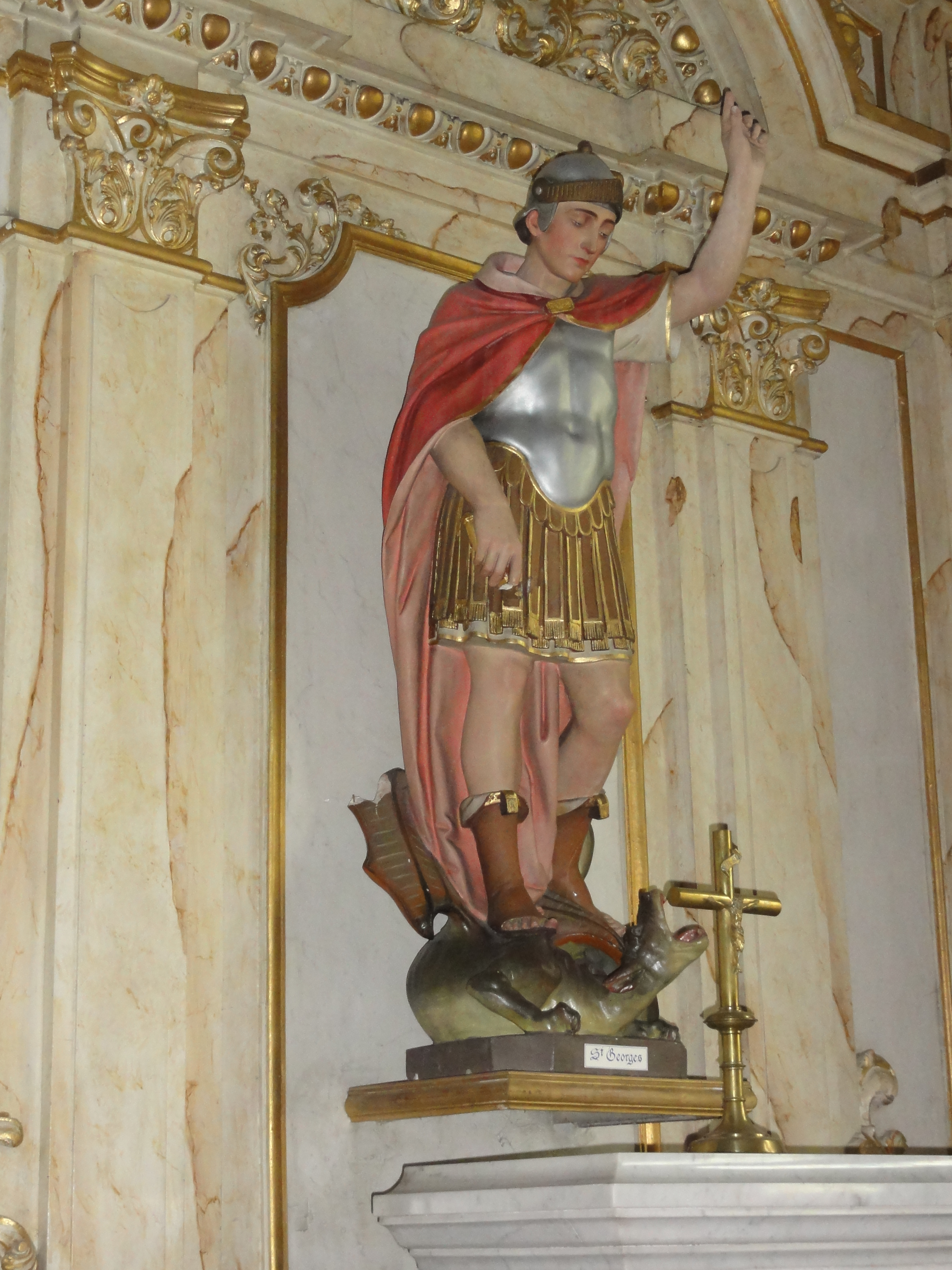
La statue de Saint Georges dans l'église Saint-Georges.
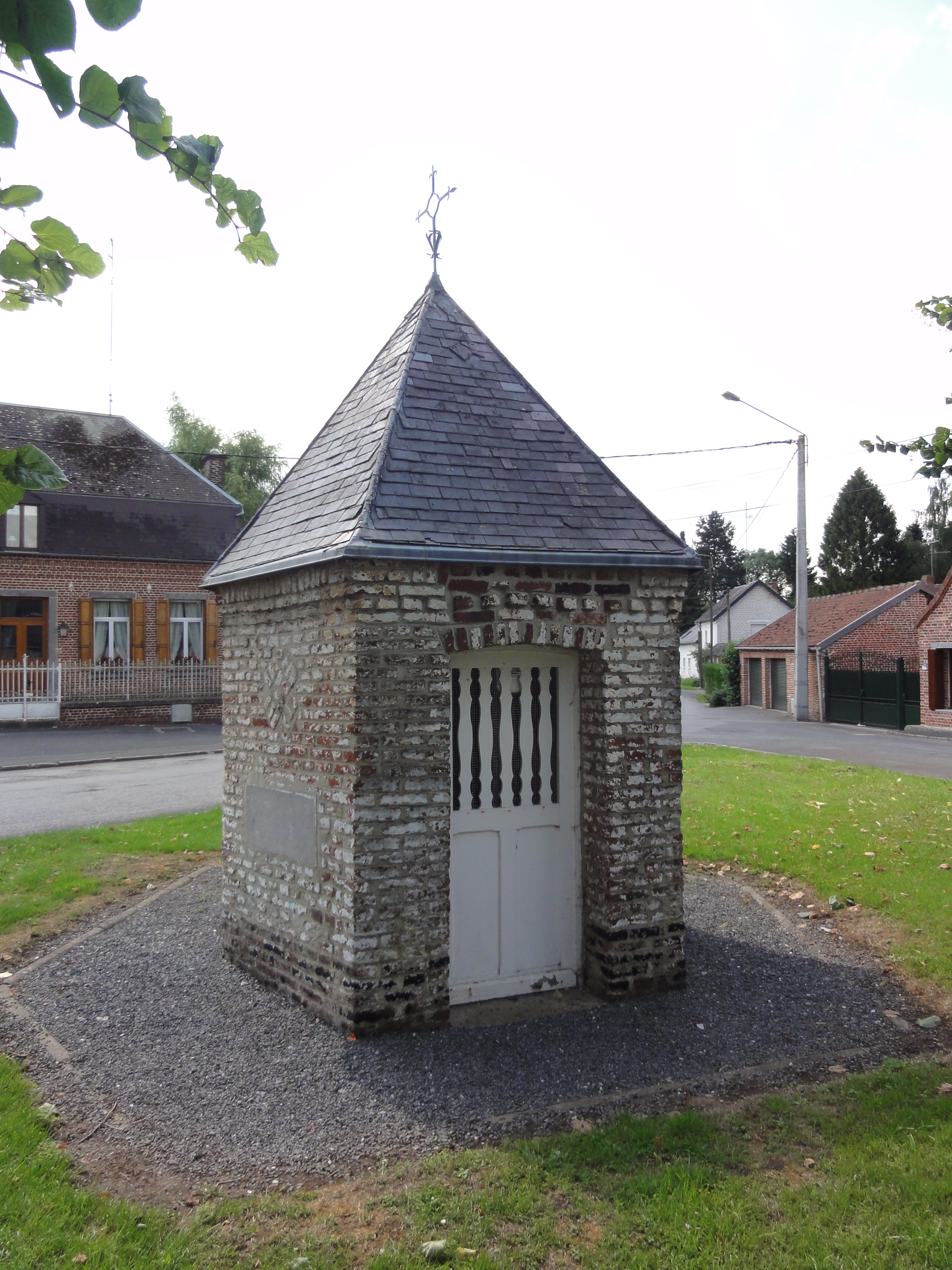
La chapelle place Jeanne d'Arc.

## Pour approfondir